# Pterocarpus orbiculatus
Pterocarpus orbiculatus är en ärtväxtart som beskrevs av Dc. Pterocarpus orbiculatus ingår i släktet Pterocarpus och familjen ärtväxter. Inga underarter finns listade i Catalogue of Life.